# 미할 한주시
미할 한주시(슬로바키아어: Michal Handzuš, 슬로바키아어 발음: [ˈmixal ˈɦandzuʂ], 1977년 3월 11일~)는 슬로바키아의 은퇴한 아이스하키 선수로 포지션은 센터이다. 슬로바키아 아이스하키 클럽인 SK 반스카비스트리차에서 프로 선수 경력을 시작했으며, 이후 내셔널 하키 리그(NHL)의 세인트루이스 블루스, 피닉스 카이오티스, 필라델피아 플라이어스, 시카고 블랙호크스, 로스앤젤레스 킹스, 산호세 샤크스 소속으로 뛰었다. 그는 NHL 통산 1009경기에 출전했으며, 2013년에 시카고 블랙호크스 소속으로 스탠리 컵 우승을 차지했다.
국제 대회에 슬로바키아 국가대표로 참가하였으며, 올림픽에 3번(2002년, 2010년, 2014년) 출전했다. 또한 2002년 세계 아이스하키 선수권 대회에서 슬로바키아의 사상 첫 우승에 기여했다.

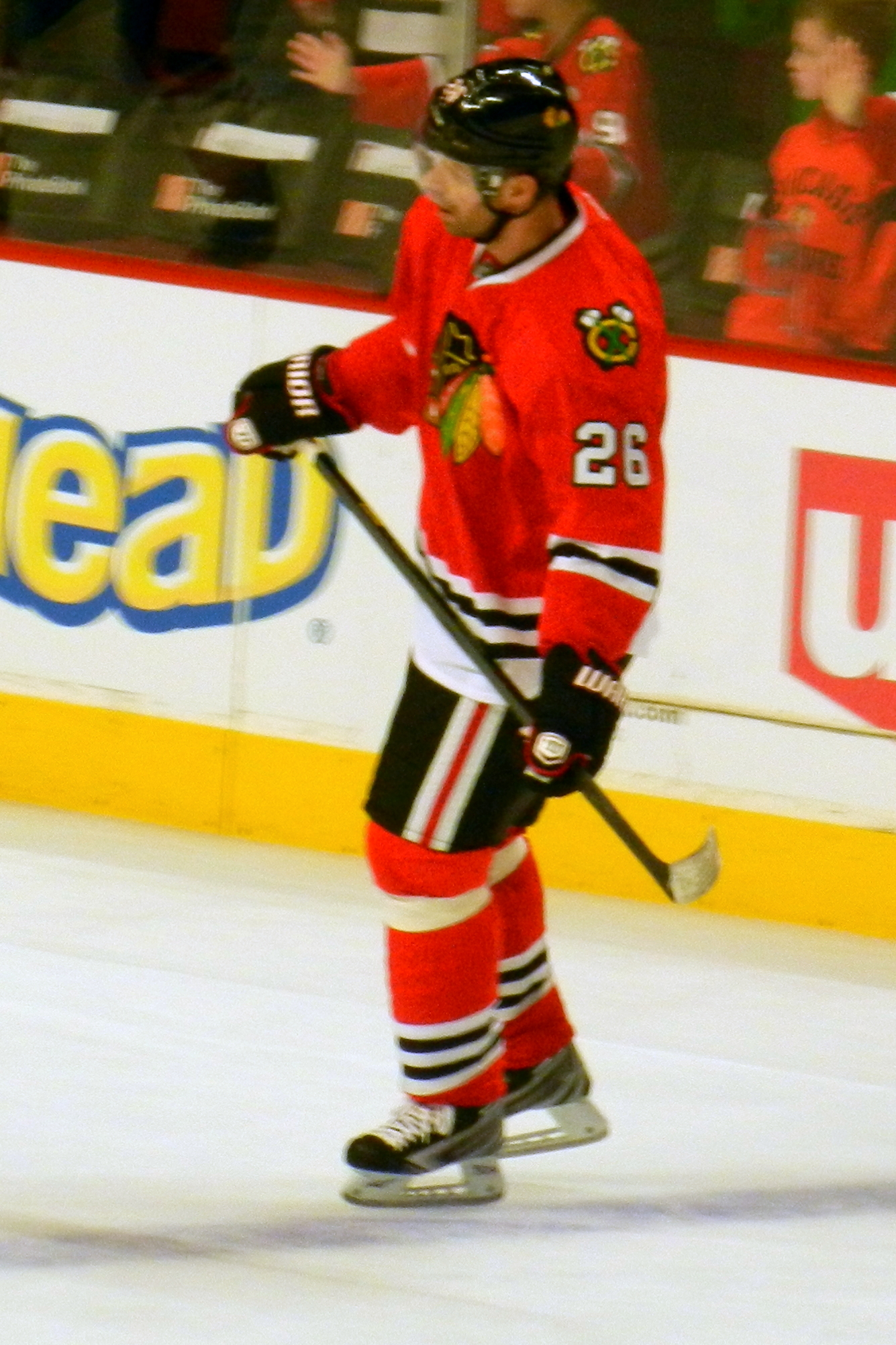
2013년 시카고 블랙호크스 소속 당시의 한주시

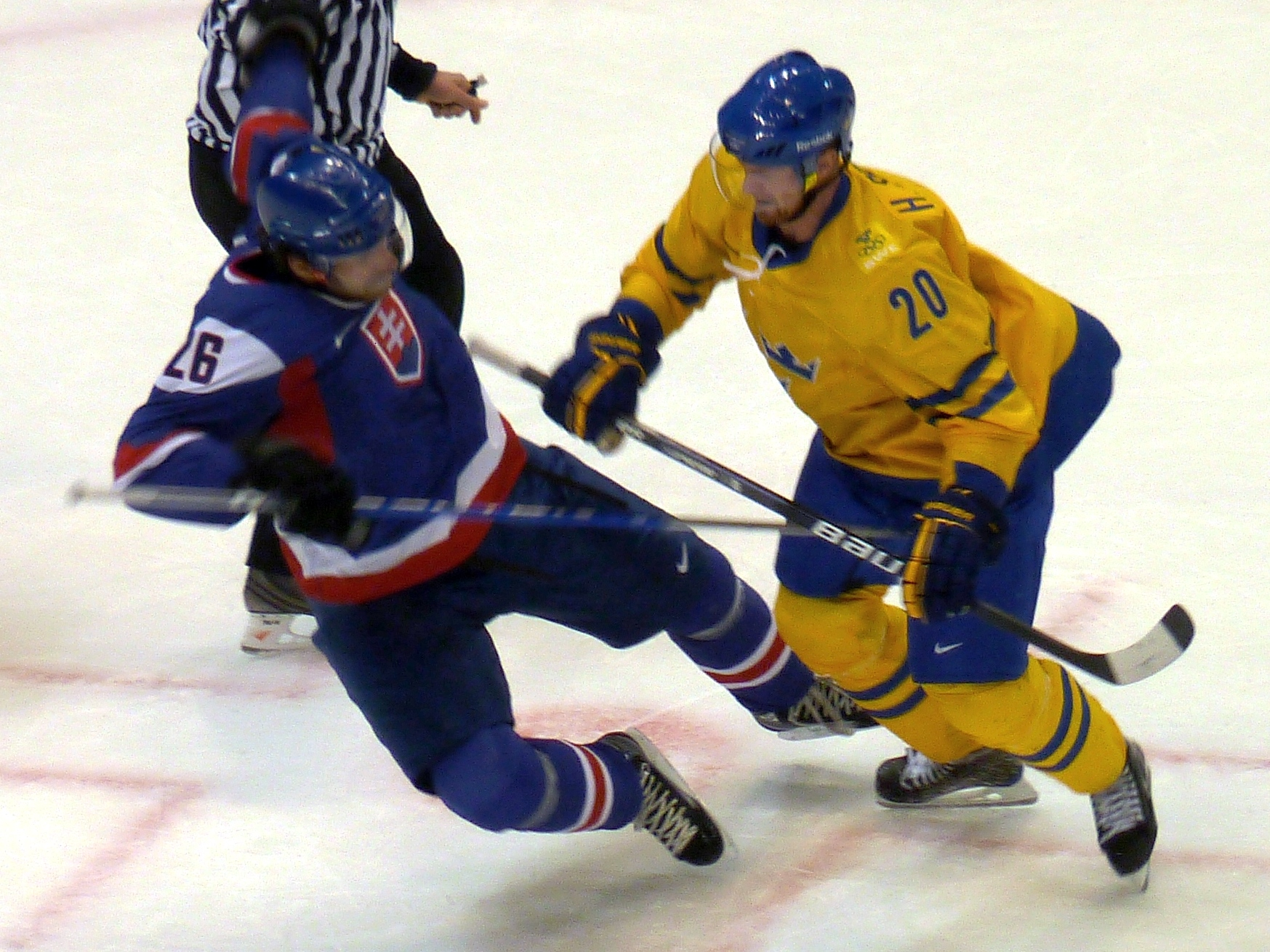
2010년 동계 올림픽 스웨덴전 당시 헨리크 세딘과 충돌한 한주시